# Безелих
Безелих (њем. Beselich) општина је у њемачкој савезној држави Хесен. Једно је од 19 општинских средишта округа Лимбург-Вајлбург. Према процјени из 2010. у општини је живјело 5.729 становника. Посједује регионалну шифру (AGS) 6533001.

## Географски и демографски подаци
Безелих се налази у савезној држави Хесен у округу Лимбург-Вајлбург. Општина се налази на надморској висини од 190 метара. Површина општине износи 31,5 km².

## Становништво
У самом мјесту је, према процјени из 2010. године, живјело 5.729 становника. Просјечна густина становништва износи 182 становника/km².